# Ingranaggio di Muller

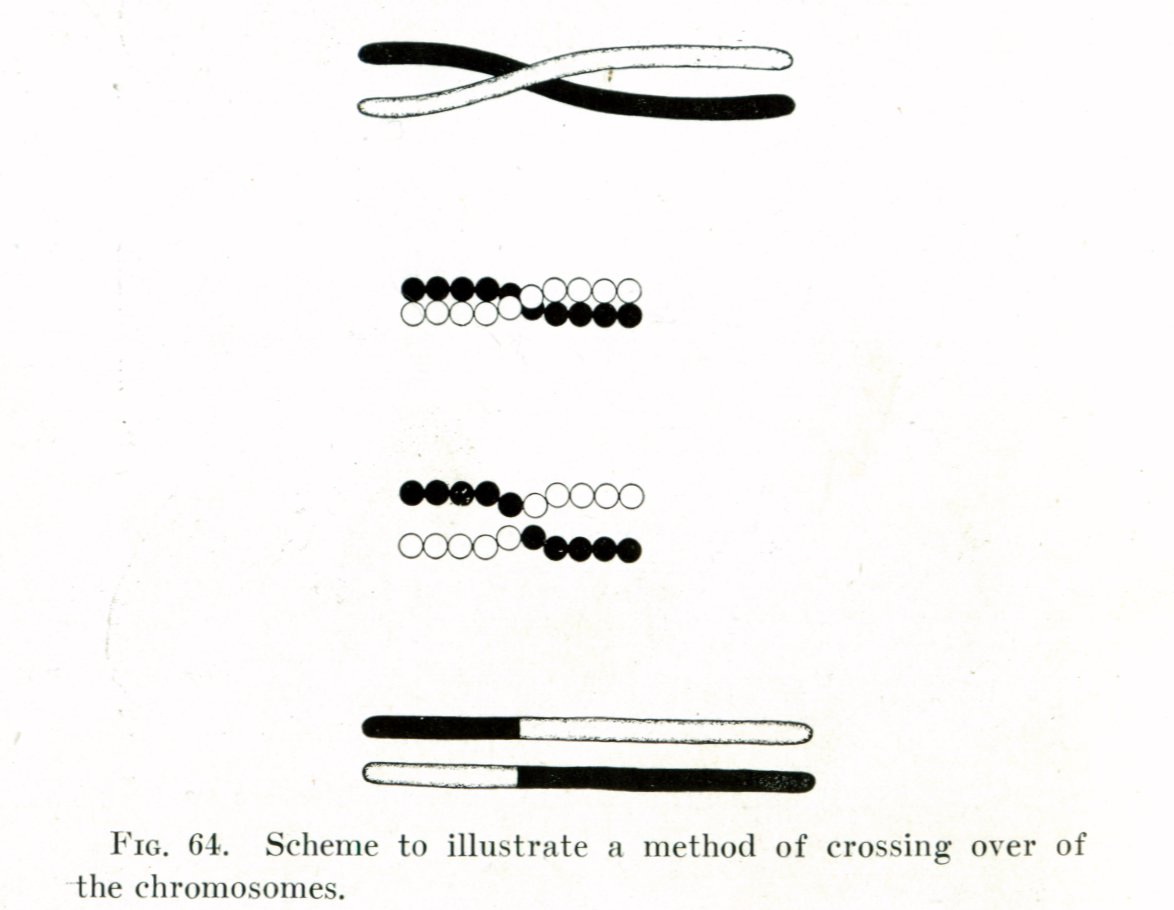
Illustrazione cross-over dei cromosomi durante la ricombinazione genetica

In biologia evolutiva, per ingranaggio di Muller (nell'originale inglese Muller's ratchet, dove ratchet significa "cricco") si intende il meccanismo evolutivo, ipotizzato da Hermann Joseph Muller, mediante il quale nel genoma di una popolazione che si riproduce in maniera asessuata si accumulano mutazioni deleterie in maniera irreversibile.
Muller ipotizza che la riproduzione asessuata comporti una perdita di informazione genica, con conseguente perdita di intere linee di discendenza che, all'estremo, potrebbe portare anche al fenomeno dell'estinzione della popolazione. L'autore considera quindi che il sesso possa essere sorto come espediente evolutivo finalizzato a far fronte proprio a questa possibilità. Tuttavia alcuni phyla, come i rotiferi bdelloidei, sembrano essersi affidati quasi esclusivamente alla riproduzione asessuale per quasi 40 milioni di anni.

## Muller's ratchet
Anche se già nel 1932 aveva discusso i vantaggi della riproduzione sessuale, Muller introdusse il termine ratchet, "cricchetto", "dente di arresto" (tradotto in italiano con il termine ingranaggio) nel 1964. L'espressione Muller's ratchet fu poi coniata da Joe Felsenstein nel 1974 nella sua pubblicazione sul vantaggio evolutivo della ricombinazione.
La riproduzione asessuata avviene in assenza di ricombinazione e perciò i genomi vengono ereditati come blocchi indivisibili di informazione. Qualora in tali genomi si manifestasse una mutazione deleteria, essa verrebbe ereditata da tutte le generazioni future; in un periodo di tempo sufficientemente ampio ogni mutazione deleteria si accumulerebbe alle precedenti. Il fenomeno provoca un accumulo finale di mutazioni note come carico genetico. Il carico genetico portato da una popolazione in concomitanza con una riproduzione di tipo asessuato diventerebbe così grande da causare l'estinzione della popolazione. Nelle popolazioni a riproduzione sessuale il processo di ricombinazione genetica fa sì che il genoma della progenie sia diverso da quello dei genitori. In particolare, i genomi della progenie portano un minor numero di mutazioni e quelle negative possono essere compensate dalla corrispondente sequenza sana dell'altro genitore.
Il genoma dei mitocondri e dei cloroplasti non effettua la ricombinazione, quindi può aver subito l'effetto dell'ingranaggio di Muller; tuttavia la probabilità che i genomi subiscano un accumulo di mutazioni deleterie dipende fortemente dal tasso di mutazione genomica e questo tasso aumenta, più o meno linearmente, con l'aumentare delle dimensioni del genoma (più precisamente, con il numero di coppie di basi presenti nei geni ad attiva trascrizione). Le ridotte dimensioni del genoma, specialmente in parassiti e simbionti, può essere spiegato anche dalla selezione, la quale consente di sbarazzarsi delle sequenze di acidi nucleici diventate inutili. Dunque un genoma più piccolo non è una sicura indicazione dell'azione dell'ingranaggio di Muller.
Negli organismi a riproduzione sessuata le sequenze non ricombinanti nei cromosomi o in regioni cromosomiche (come il cromosoma Y dei mammiferi) dovrebbero essere soggette agli effetti dell'ingranaggio di Muller. Tali sequenze non ricombinanti tendono a restringersi e si evolvono rapidamente, forse a causa della loro incapacità all'autoriparazione. Non è facile attribuire i casi di riduzione del genoma o di rapida evoluzione al solo ingranaggio di Muller.
L'ingranaggio di Muller si basa sul meccanismo della deriva genetica, spingendo alla formazione di popolazioni più piccole.